# 부다페스트 축제 관현악단

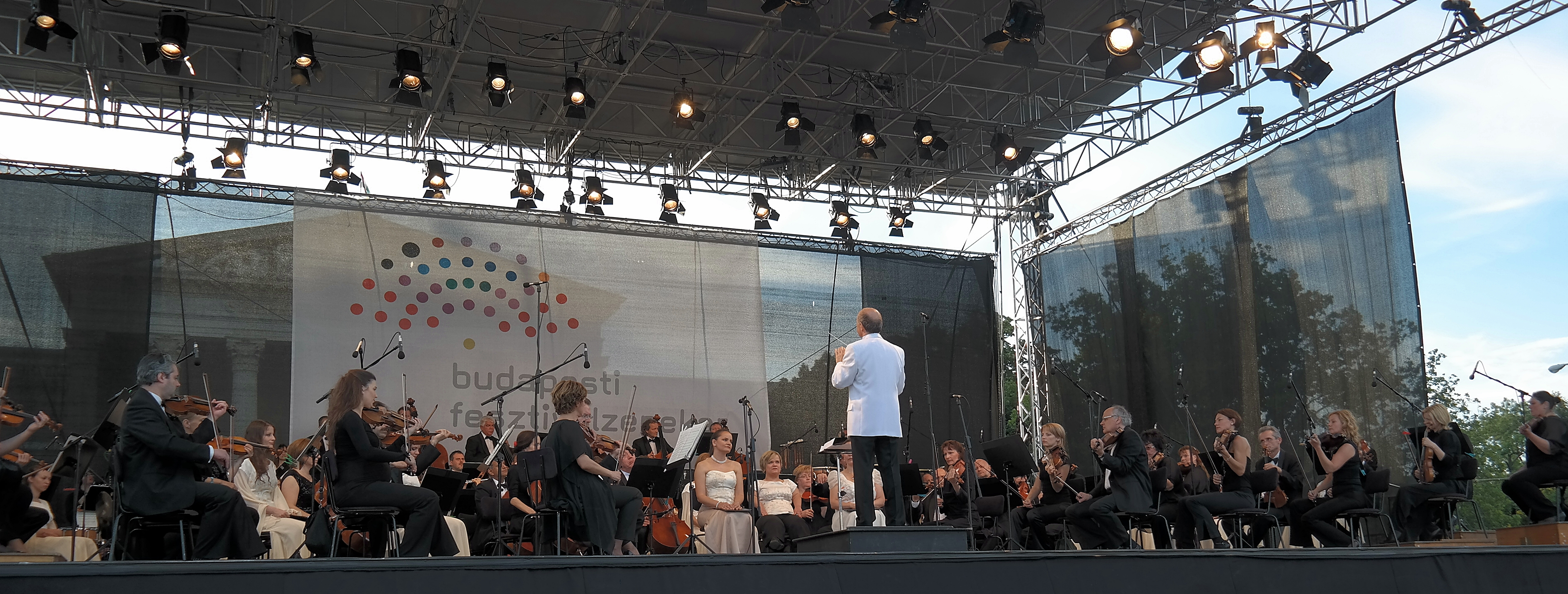

부다페스트 축제 관현악단(헝가리어: Budapesti Fesztiválzenekar, Budapest Festival Orchestra)은 부다페스트를 중심으로 활동하고 있는 헝가리의 대표적인 관현악단이다. 다른 축제 관현악단들처럼 음악제 등의 기간에만 활동하는 비상설 관현악단이 아닌, 정규 관현악단이라는 점이 다르다.
1983년에 이반 피셔와 졸탄 코치시 두 사람의 발의로 창단되었으며, 헝가리 최고의 관현악단을 목표로 젊고 유능한 연주자들을 대거 발탁해 집중적이고 체계적인 연습으로 육성시켜 화제가 되었다. 그러나 창단 후 약 9년 동안은 시즌 당 3~4회의 공연만을 개최하는 비상설 악단이었으며, 현재의 형태로 정규 관현악단화된 것은 사회주의 정권 붕괴 후인 1992년부터였다. 악단의 발전 가능성에 주목한 부다페스트 시 당국과 민간 기업들이 결성한 부다페스트 축제 관현악단 재단이 운영 예산을 지원하기 시작했고, 2003년부터는 헝가리 문화교육부에서도 예산을 지원하고 있다.
음악 감독은 창단 때부터 피셔와 코치슈가 공동으로 맡고 있었으나, 코치슈가 1997년에 헝가리 국립 교향악단의 상임 지휘자로 부임하면서 피셔 단독으로 음악 감독직을 수행하고 있다. 창단 때부터 바로크에서 현대 작품에 이르는 방대한 레퍼토리를 모두 아우르는 활동을 보여주고 있으며, 헝가리 현대 작곡가들의 작품들도 정규 연주곡에 포함시키고 있다. 정기 연주회 이외에 모차르트와 하이든의 작품을 필수적으로 포함시키는 '하이든-모차르트 플러스 콘서트', 매주 일요일에 단원들이 개최하는 실내악 연주회와 실내 관현악 연주회, 어린이와 청소년을 위한 '코코아 콘서트', 협연곡 외에는 모든 레퍼토리가 연주회 직전까지 비밀에 부쳐지는 '서프라이즈 콘서트' 등 다양한 기획 연주회를 진행하고 있다.
민주화 이후 해외 순회 공연도 적극적으로 진행하고 있으며, 유럽과 아메리카 대륙 각지에서 열리고 있는 음악제에도 정기적으로 참가해 연주하고 있다. 주요 공연장으로 부다페스트 예술 궁전의 벨러 버르토크 국립 콘서트홀과 프란츠 리스트 음악원 대강당을 사용하고 있으며, 이외에도 베케슈처버와 쇼프론, 죄르, 페치, 데브레첸 등 국내 주요 도시들에서도 공연하고 있다.
녹음은 초기에 자국 국영 음반사인 훙가로톤에서 주로 제작했고, 1996년 네덜란드의 필립스와 전속 계약을 맺고 동유럽 작곡가들의 작품들을 중심으로 완성도 높은 음반들을 계속 출반하면서 세계적으로 주목받게 되었다. 필립스와 맺은 계약이 해소된 뒤에는 역시 네덜란드 음반사인 채널 클래식스와 전속 계약을 체결해 녹음 작업을 계속하고 있다.